# Lauren C. Mayhew
Lauren C. Mayhew est une actrice américaine, née le 27 novembre 1985 à Tampa (Floride).

## Filmographie
- 2002 : New York : Police Judiciaire (S12.Ep17) : Melissa Gelson
- 2003 : Mes plus belles années (S1.Ep21,22,23) : Carol Henley
- 2004 : Trouve ta voix : Robin Childers
- 2005 : Les Experts (S5.Ep19) : Candice Mosti
- 2005 : Le Monde de Joan (S2.Ep14) : Elle
- 2005 : Les Experts : Miami (S4.Ep6) : Stéphanie
- 2005 : American Pie 4 : No limit ! : Arianna
- 2008 : Private High Musical : Ashley
- 2009 : Frat Party : Kelly
- 2009 : Valley Peaks (S1.Ep1) : Stacy
- 2012 : Dexter[1]